# Mario Biazzi

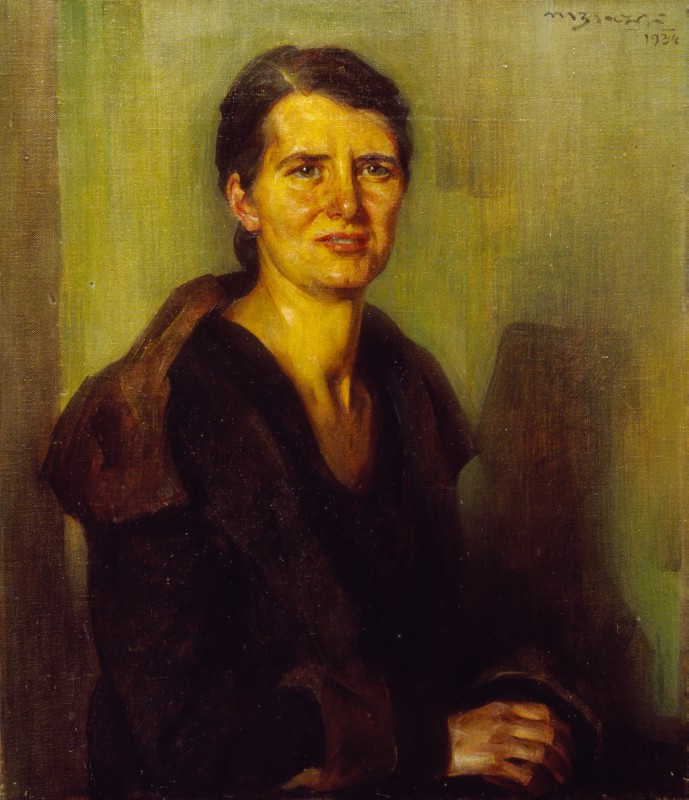
Mario Biazzi, Portrait de femme.

Mario Biazzi (né le 17 décembre 1880 à Castelverde, dans la province de Crémone et mort le 11 février 1965  à Crémone) est un peintre italien du XXe siècle.

## Biographie
Mario Biazzi est né à Castelverde (Crémone).
Après avoir suivi les cours dispensés par Cesare Tallone à l'Académie de Brera à Milan (1899-1903), à l'Académie Carrara de Bergame (1903-1905) et à l'école Brera des études de nus (1907-1909), Biazzi déménage à Milan et rentre en contact avec le groupe Famiglia Artistica, se faisant connaître par des portraits réalisés dans le style du mouvement Scapigliatura tardif. Il fait ses débuts au 10e Salon international de Munich en 1910 et remporte la même année une médaille d'or à l'« Esposizione d'Arte Moderna » à Crémone . Il séjourne à Londres (1913-1915), puis retourne à Crémone pendant la Première Guerre mondiale et se place comme le premier peintre portraitiste de la classe moyenne de la ville. Dans les années 1930, Biazzi est l'un des fondateurs des branches locales de la Famiglia Artistica et du Sindacato Interprovinciale Fascista di Belle Arti. Il prend part au Prix Crémone en 1940 et 1942. Son isolement après la Seconde Guerre mondiale est probablement due à des raisons politiques.
Il est mort à Crémone en 1965.